# 営団2000形電車
営団2000形電車（えいだん2000がたでんしゃ）は、帝都高速度交通営団（営団）が1959年（昭和34年）から製造した通勤形電車である。
本項では、試作車的存在である両運転台車の営団1900形電車についても記述する。

## 1900形
1958年（昭和33年）に製造された銀座線初のカルダン駆動車である。製造は帝國車輛工業。車両設計的には1800形と同一であるが、丸ノ内線と同じWN駆動に進化した車両である。ただし、加速性能やブレーキ方式は混結する従来車に合わせており、主電動機出力は55 kW×4と低い（2000形も同じ。従来の吊り掛け車は90 kW×2）。歯車比は丸ノ内線の300形などと同じ7.235である。両運転台構造で2両（1927・1928）のみ製造された。銀座線最後の両運転台構造の車両である。
1800形までの両運転台構造の車両と異なり、01系が投入される1985年（昭和60年）頃まで編成の両端に組成されていたが、両端先頭車の後端部に設定されていたシルバーシートが設定できないことから2両とも中間に組み込まれた後、01系の増備に伴い1987年（昭和62年）2月に廃車された。
車歴表
| ← 渋谷浅草 → |                |              |
| CMC          | 竣工日         | 製造所       |
| 1927         | 1959年02月26日 | 帝國車輛工業 |
| 1928         | 1959年02月26日 | 帝國車輛工業 |

## 2000形

### 概要
銀座線用の標準型車両として1959年（昭和34年）から1963年（昭和38年）までの間に104両（2029 - 2132）が製造された。最初に登場したのは2031 - 2040の10両であり、2029・2030は2次車である。なお、先頭（最後尾）の車両番号が奇数の場合は「渋谷駅側」、番号が偶数の場合は「浅草駅側」となっていた。また、運転台は前述した1900形と異なり、銀座線として初の片運転台構造となった。
性能的には1900形のWN駆動方式を継承したが、銀座線における「高性能車」という部類の電車は01系からであり、当時丸ノ内線に就役していた300形とは異なり、2000形は主ブレーキ方式が三動弁による自動空気ブレーキのみ、補助電源は300形のように電動発電機（MG）を持たず蓄電池（電動空気圧縮機と共に作動するダイナモで発電）に頼っていたこともあって、第三軌条のセクションや力行時は瞬間停電しながら運転されていたため、旧態依然としていた。台車は2029 - 2042は住友金属工業製FS323形コイルばね台車、2043号以降は同社製FS331形空気ばね台車とした（当初は2029・2030（初代）が空気ばね台車の試作車として登場、後に2043・2044（初代）と車号の交換を行った）。
空気圧縮機はD‐3‐Fを搭載する。
ただし、車両の近代化は盛り込まれており、営団で初めてすべての座席の上部に網棚と、座席端部にスタンション（握り棒）が設置された。その後の1500N形も含め車内はライトグリーンの化粧板、茶色の座席モケットといった寒色系の色調である。また、運転台側の貫通扉は当初から引戸式で戸袋があり、正面窓のHゴム化は全車ともされなかった。
その後、部分的に各部の部品がアップデートされており、以下のような主な変更点がある。
前照灯は白熱球から1965年頃からシールドビーム（外枠利用）に、1986年頃の橙色1色化と中間車を1500N形への統一に前後してシールドビーム2灯（外枠交換）に。
登場時は簡易方向幕が運転席側（2093号からは灯具を蛍光灯化）に装着されていたが、前面方向幕を助士席側へ移設し大形のものに交換。
客用ドアを交換して窓を小形化（一部1987年の中間車の完全1500N形化までに廃車された2000形の中に最後まで原型扉窓のままの編成も存在した）。

#### 車歴表[2]
| ← 渋谷浅草 → |      |                |              |
| CM           | CM   | 竣工日         | 製造所       |
| 2029         | 2030 | 1960年02月24日 | 東急車輛製造 |
| 2031         | 2032 | 1959年11月27日 | 近畿車輛     |
| 2033         | 2034 | 1959年11月27日 | 帝國車輛工業 |
| 2035         | 2036 | 1959年11月27日 | 帝國車輛工業 |
| 2037         | 2038 | 1959年11月27日 | 日立製作所   |
| 2039         | 2040 | 1959年11月27日 | 日立製作所   |
| 2041         | 2042 | 1960年02月24日 | 東急車輛製造 |
| 2043         | 2044 | 1960年02月24日 | 近畿車輛     |
| 2045         | 2046 | 1960年11月22日 | 帝國車輛工業 |
| 2047         | 2048 | 1960年11月22日 | 帝國車輛工業 |
| 2049         | 2050 | 1960年11月22日 | 帝國車輛工業 |
| 2051         | 2052 | 1960年12月06日 | 帝國車輛工業 |
| 2053         | 2054 | 1960年12月06日 | 帝國車輛工業 |
| 2055         | 2056 | 1960年12月06日 | 帝國車輛工業 |
| 2057         | 2058 | 1960年11月22日 | 日立製作所   |
| 2059         | 2060 | 1960年11月22日 | 日立製作所   |
| 2061         | 2062 | 1960年11月22日 | 日立製作所   |
| 2063         | 2064 | 1961年04月26日 | 川崎車輌     |
| 2065         | 2066 | 1961年04月26日 | 川崎車輌     |
| 2067         | 2068 | 1961年04月26日 | 帝國車輛工業 |
| 2069         | 2070 | 1961年10月24日 | 帝國車輛工業 |
| 2071         | 2072 | 1961年10月24日 | 帝國車輛工業 |
| 2072         | 2073 | 1961年11月08日 | 帝國車輛工業 |
| 2073         | 2074 | 1961年11月08日 | 帝國車輛工業 |
| 2075         | 2076 | 1961年11月08日 | 帝國車輛工業 |
| 2077         | 2078 | 1961年12月19日 | 帝國車輛工業 |
| 2079         | 2080 | 1962年01月19日 | 帝國車輛工業 |
| 2081         | 2082 | 1961年12月19日 | 日立製作所   |
| 2083         | 2084 | 1961年12月19日 | 日立製作所   |
| 2085         | 2086 | 1961年12月19日 | 日立製作所   |
| 2087         | 2088 | 1962年01月19日 | 富士重工業   |
| 2089         | 2090 | 1962年03月15日 | 富士重工業   |
| 2091         | 2092 | 1962年03月15日 | 富士重工業   |
| 2093         | 2094 | 1962年08月15日 | 日本車輌製造 |
| 2095         |      | 1962年08月31日 | 日本車輌製造 |
|              | 2096 | 1962年08月15日 | 日本車輌製造 |
| 2097         | 2098 | 1962年08月15日 | 日本車輌製造 |
| 2099         | 2100 | 1962年08月15日 | 日本車輌製造 |
| 2101         |      | 1962年08月15日 | 日本車輌製造 |
|              | 2102 | 1962年08月31日 | 日本車輌製造 |
| 2103         | 2104 | 1962年08月15日 | 帝國車輛工業 |
| 2105         | 2106 | 1962年08月31日 | 帝國車輛工業 |
| 2107         | 2108 | 1962年08月31日 | 帝國車輛工業 |
| 2109         | 2110 | 1962年08月31日 | 富士重工業   |
| 2111         | 2112 | 1962年10月23日 | 富士重工業   |
| 2113         | 2114 | 1962年10月23日 | 近畿車輛     |
| 2115         | 2116 | 1962年10月23日 | 近畿車輛     |
| 2117         | 2118 | 1962年10月23日 | 近畿車輛     |
| 2119         | 2120 | 1962年10月23日 | 近畿車輛     |
| 2121         | 2122 | 1962年10月23日 | 日立製作所   |
| 2123         | 2124 | 1962年10月23日 | 日立製作所   |
| 2125         | 2126 | 1963年09月20日 | 富士重工業   |
| 2127         | 2128 | 1963年09月20日 | 富士重工業   |
| 2129         | 2130 | 1963年10月18日 | 富士重工業   |
| 2131         | 2132 | 1963年10月18日 | 富士重工業   |

#### 丸ノ内線方南町支線用

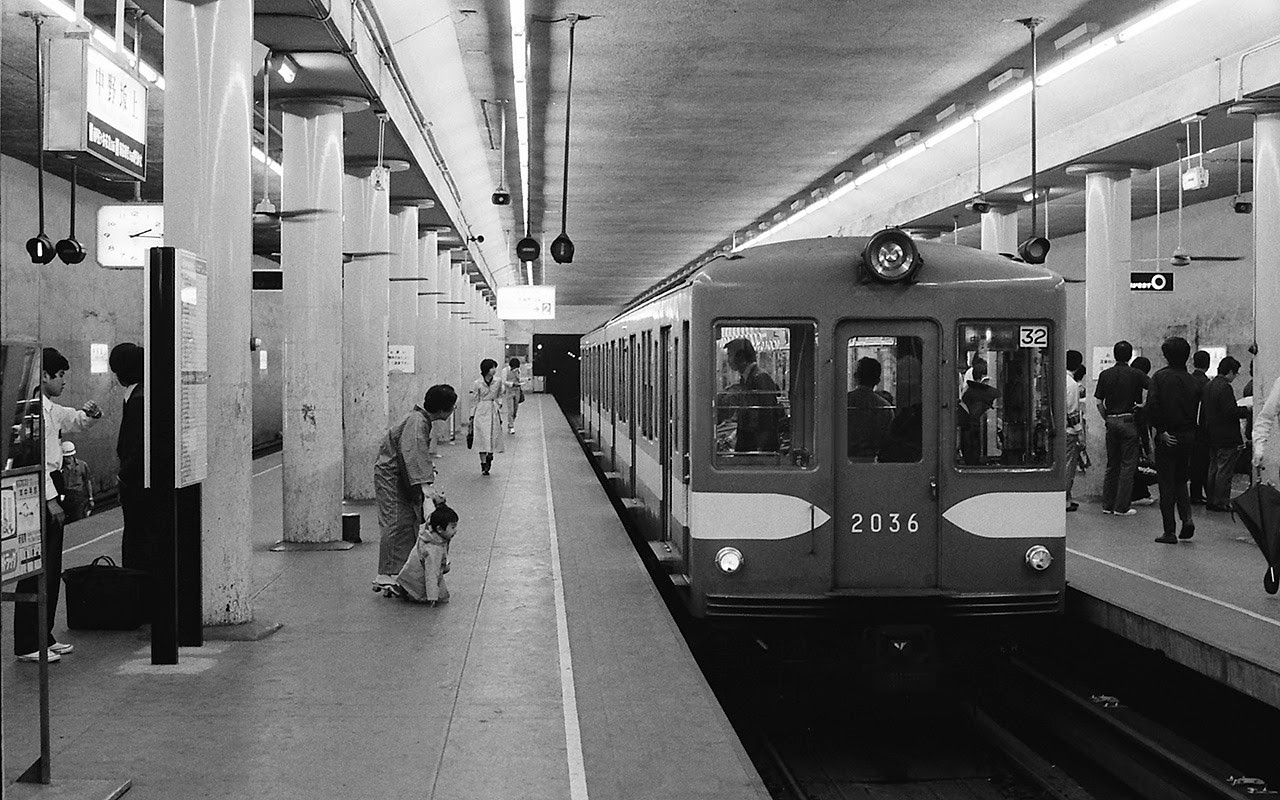
方南町支線用車
（1977年6月25日 中野坂上駅）

2031 - 2040の2両編成5本は、1968年（昭和43年）5月に丸ノ内線方南町支線で使用されていた100形の置き換えのために同線へ移籍した。その際に塗装は赤色として側窓下部に白色の帯が入れられたが、500形のようなサインウェーブは入れられなかった。移籍に際して内装を淡緑色から肌色に塗り替えたほか、車両とホームとの隙間を解消するためにステップが付けられた。なお、予備車がなかったことから、工場入場などで本形式が不足する際は500形などが2両編成で代走した。
その後、1981年（昭和56年）11月には方南町支線の3両編成化と予備車確保に伴い、さらに8両（2101 - 2057 - 2082の1本と中間組み込みとなる2062・2070・2073・2092・2129）が移籍し、3両編成6本に組み替えられた。なお、移籍した車両のうち2両は最後まで扉窓が大窓の状態を保っていたほか、3両編成の中間車として組み込まれた車両は前述の前頭部の更新が施工されなかったため、2000形の原形を最後まで留めていた。ただし銀座線時代に内装更新された車両に関しては、化粧板が淡緑色のままであった。予備車が1編成分確保できたことで、分岐線車両の500形などの代走は基本的になくなった。

## 運用の変遷
1968年（昭和43年）以降は両端先頭を2000形、中間に1500N形2両、付随車化した1200形または1300形と1400形 - 1800形を1両組み込んだ5M1T編成が標準の編成となっていた。よって、銀座線では2000形だけで組んでいた編成はあまり存在しておらず、あっても一時期に数本程度組まれたのみであった。
1983年（昭和58年）に01系が導入された際に、号車番号ステッカーが貼付された。当形式を含む旧型車すべての車両にも号車番号ステッカーが貼付されたが、車体外部の貼付位置は車端部ではなく、中央の扉の脇の戸袋上だった。
01系1次車の導入に伴い、まず中間に挿入されていた1800形までの旧型車を全廃させ1500N系と2000形に統一させた26編成に暫定的に組み替えられ、1986年（昭和61年）より未更新車や暫定的に中間に組み込まれたりした余剰の2000形の廃車が開始された。
01系1次車の投入が一段落した1988年（昭和63年）4月には2000形と中間に1500N形の組み込まれた17編成だけとなった。
その後1990年（平成2年）より01系2次車の増備に伴い廃車が進んでいき、1993年（平成5年）初めの時点では6両編成4本にまで減少した。この時点での編成は以下の通り。
| ← 渋谷浅草 → |      |      |      |      |      |
| 2095         | 1523 | 1524 | 1551 | 1552 | 2096 |
| 2071         | 1501 | 1502 | 1513 | 1514 | 2046 |
| 2063         | 1563 | 1564 | 1565 | 1566 | 2076 |
| 2061         | 1561 | 1562 | 1567 | 1568 | 2074 |

1993年（平成5年）7月24日に上野検車区から中野検車区まで2061編成を使用したさよなら運転が実施された。同編成には車体側面にイラストが描かれたほか、先頭車には「ぼくにのってくれてありがとう さようなら2000形」のヘッドマークが掲出されたほか、中野検車区では撮影会等のイベントも行われた。翌日以降も同編成ともう1編成の2本が運用に入り、7月30日の営業運転終了まで運用された。
方南町支線用の編成は02系の増備の進捗により1993年（平成5年）5月より500形・300形が転用されたため、同年7月6日をもって銀座線に先立つ形で運転を終了した。

## 1986年当時の編成
cは中間運転台の位置、1500形の斜字はNN形を指す。

### 銀座線
吊り掛け車全廃時点の組成。
| ← 渋谷浅草 → |      |      |      |      |      |
| CM           | M1   | M2   | M1   | M2   | CM   |
| 2043         | 1547 | 1548 | 1557 | 1558 | 2044 |
| 2051         | 1539 | 1540 | 1553 | 1554 | 2052 |
| 2059         | 1559 | 1560 | 1565 | 1566 | 2060 |
| 2061         | 1561 | 1562 | 1567 | 1568 | 2074 |
| 2065         | 1521 | 1522 | 1529 | 1530 | 2066 |
| 2067         | 1535 | 1536 | 1541 | 1542 | 2068 |
| 2079         | 1533 | 1534 | 1549 | 1550 | 2080 |
| 2081         | 1507 | 1508 | 1519 | 1520 | 2104 |
| 2083         | 1511 | 1512 | 1545 | 1546 | 2084 |
| 2085         | 1517 | 1518 | 1527 | 1528 | 2086 |
| 2087         | 1515 | 1516 | 1531 | 1532 | 2088 |
| 2093         | 1509 | 1510 | 1555 | 1556 | 2094 |
| 2095         | 1523 | 1524 | 1551 | 1552 | 2096 |
| 2097         | 1503 | 1504 | 1537 | 1538 | 2098 |
| 2107         | 1525 | 1526 | 1543 | 1544 | 2108 |
| 2109         | 1501 | 1502 | 1513 | 1514 | 2046 |
| 2117         | 1505 | 1506 | 1563 | 1564 | 2118 |

| ← 渋谷浅草 → |      |      |       |       |      |
| CM           | CMC  | CMC  | CM    | CM    | CM   |
| 2077         | 1927 | 1928 | c2089 | 2090c | 2078 |

| ← 渋谷浅草 → |       |       |       |       |      |
| CM           | CM    | CM    | CM    | CM    | CM   |
| 2063         | c2075 | 2064c | c2105 | 2106c | 2076 |
| 2069         | c2029 | c2047 | c2099 | 2030c | 2048 |
| 2071         | c2053 | 2072c | 2054c | 2100c | 2130 |
| 2111         | c2049 | 2112c | c2131 | 2132c | 2050 |
| 2119         | c2055 | 2056c | c2103 | 2102c | 2120 |
| 2121         | c2113 | 2114c | c2115 | 2116c | 2122 |
| 2123         | c2091 | c2041 | 2042c | 2124c | 2058 |
| 2125         | c2045 | c2127 | 2128c | 2110c | 2126 |

### 丸ノ内線方南町支線
| ← 方南町中野坂上 → |       |      |
| CM                 | CM    | CM   |
| 2031               | c2073 | 2032 |
| 2033               | 2092c | 2034 |
| 2035               | c2129 | 2036 |
| 2037               | 2062c | 2038 |
| 2039               | 2070c | 2040 |
| 2101               | c2057 | 2082 |

## 地方私鉄への譲渡
一部車両は京王重機整備にて改軌・パンタグラフ取付を中心とした改造工事のうえ、日立電鉄と銚子電気鉄道に譲渡された。
日立電鉄では2000形・3000形として、2005年（平成17年）の同社線廃線まで使用された。
銚子電気鉄道ではデハ1000形とされ、2046の車体に2033の運転台を組み合わせたものがデハ1001、2040の車体に2039の運転台を組み合わせたものがデハ1002となった。

老朽化のためデハ1002は2015年（平成27年）1月10日、デハ1001は2016年（平成28年）2月28日をもって営業運転を終了した。詳しくは、銚子電気鉄道線#デハ1000形も参照。

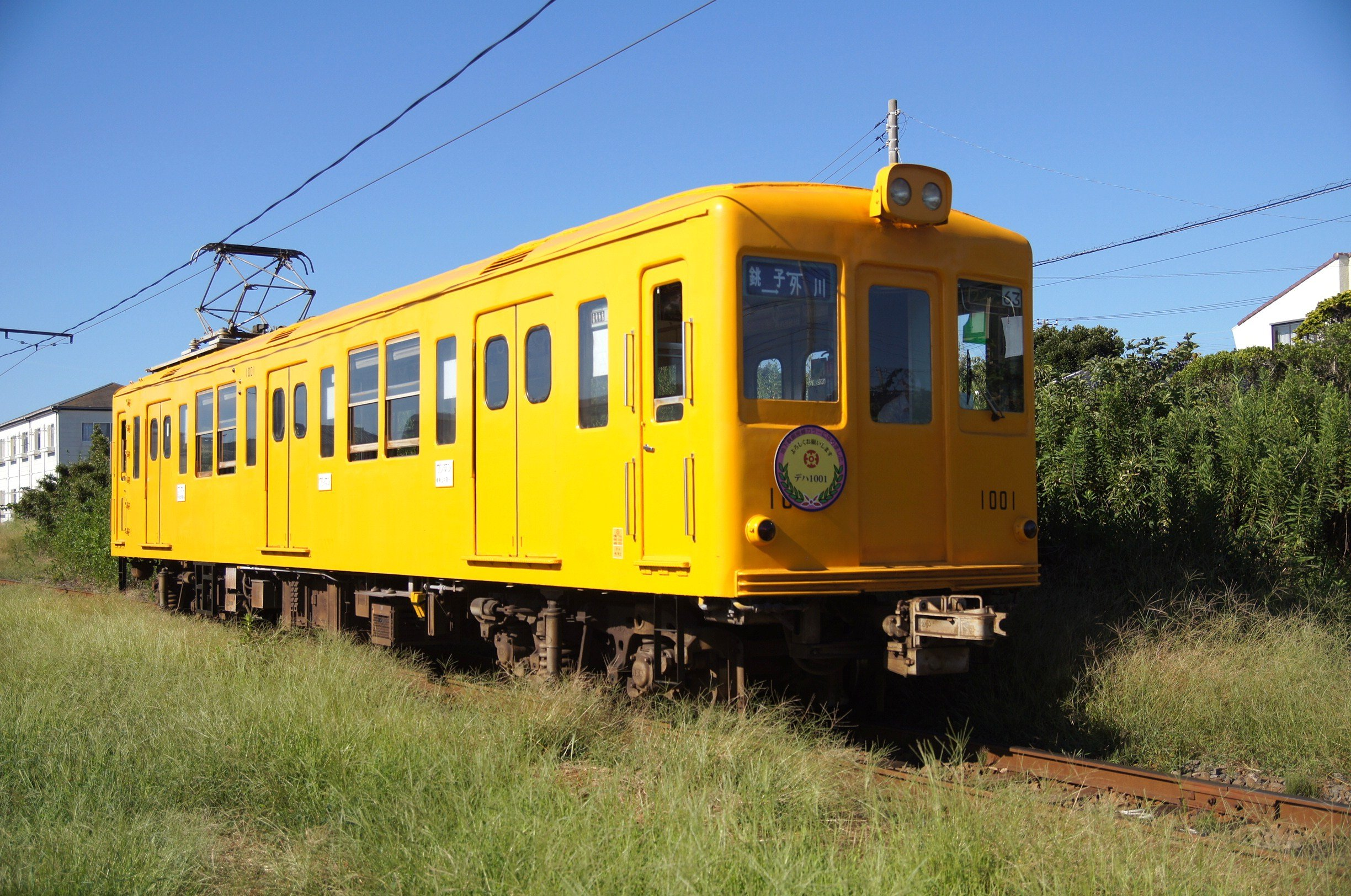
銚子電気鉄道に譲渡された車両 （銀座線再現塗装）
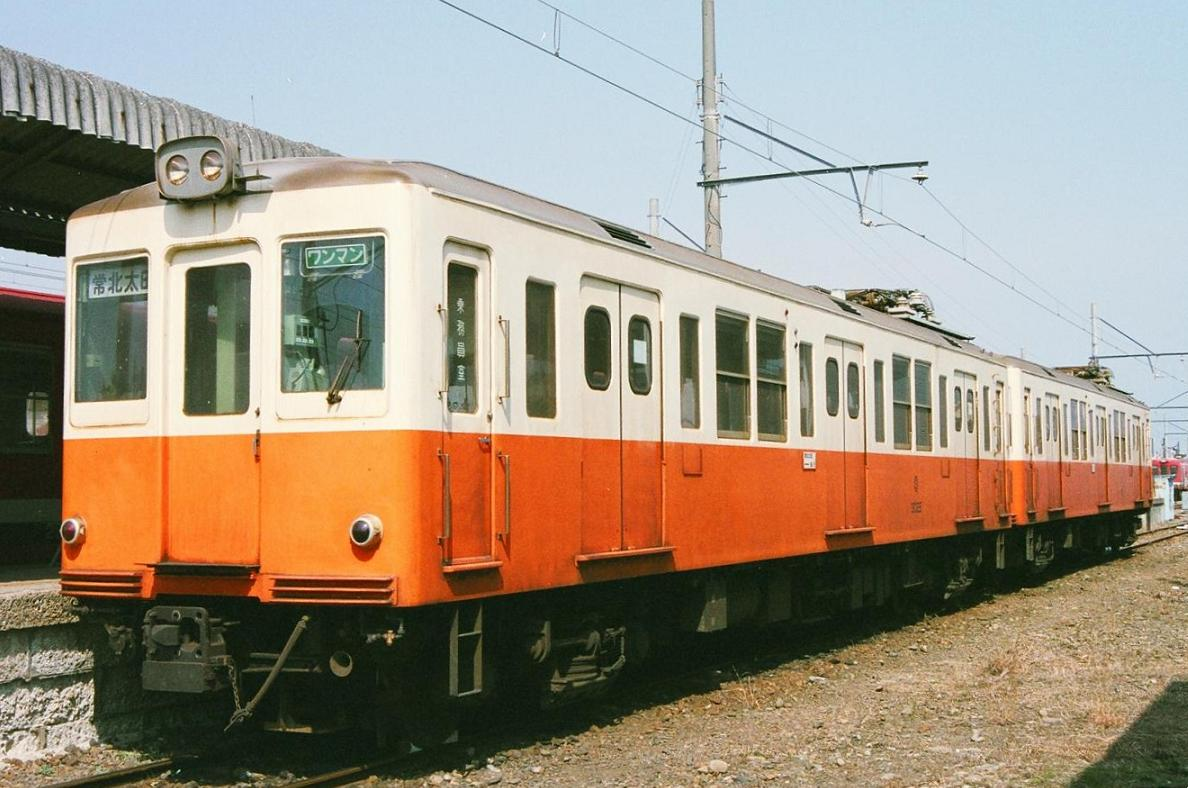
日立電鉄に譲渡された車両